# ウットマン
ウットマンとは日本の競走馬である。当時の地方競馬ではウッドマンの偽物として有名だった。単なる珍名馬と異なり、重賞を6勝している。

## 概要
- 特記事項なき場合、本節の出典はJBISおよび地方競馬情報サイトおよび参考文献

1991年9月10日に公営新潟の新潟競馬場で3歳でデビューし、見事勝利する。その後も順調に勝利を重ね、公営新潟の4歳クラシック候補に名乗りを上げ、1冠目の新潟皐月賞は4着に破れるものの、新潟ダービーでは見事勝利を果たし、重賞初制覇。その後は当時東北地区交流になっていた水沢の東北優駿に初遠征するも、モリユウプリンスの5着に敗北、地元で1戦挟んで挑戦した地方競馬全国交流重賞で公営中京のターフチャンピオンシップで初芝を経験するも8着に敗北。その後は公営新潟の古馬最強決定戦の新潟グランプリに挑戦するも古馬の壁に阻まれ8着に敗北したものの、公営新潟の3冠目である青山記念は見事勝利し、公営新潟で2冠を達成した。
公営新潟で2冠を達成した後は笠松競馬（荒川友司）に所属した。明けて5歳になってからレースを使われ、順調に勝利していく。1993年11月23日には当時地方競馬全国交流重賞であった全日本サラブレッドカップに挑戦し、見事勝利している。この中にはJRAでも勝利を挙げ、当時東海地区最強だったトミシノポルンガ（4着）も含まれていた。その3戦後には東海地区限定重賞の名古屋大賞典に出走し、これも勝利し、重賞4勝目を挙げる。その後は岩手競馬→笠松競馬（不破敏行）→金沢競馬と転厩するも、目立った成績は挙げられず、金沢競馬転厩時に馬主も変更になっている。
1996年7月16日の金沢競馬のレースを最後に佐賀競馬に転厩する。馬は全盛期より衰えていたと見られるが、佐賀ではそこそこの成績を残し、1997年に佐賀競馬場で、1998年に荒尾競馬場で行われた九州産限定JRA・地方競馬交流重賞の霧島賞を連覇し、重賞勝利数を6とする。その後は勝利を挙げられず、1998年11月22日のレースを最後に登録を抹消された。
登録抹消後は佐賀県で乗馬になっているという。

## エピソード
- 特記事項なき場合、本節の出典は参考文献
  - この馬はウッドマンの偽物として当時有名な馬だった。参考文献に記事を書いたライターが荒川友司調教師管理の笠松競馬在籍時代に他の所有馬の能検を見に競馬場に来ていたウットマンの馬主にウットマンの馬名について聞いたところ、「馬名は調教師につけてもらった」と回答されたという。馬主はこの馬に限らず全ての馬について調教師に馬名をつけてもらっているという。
  - 馬主はフエートメーカーを輸入し、馬主として馬を所有していた。
  - 馬主は当時全国の地方競馬場に100頭ほど馬を所有していたという。

## 血統表
| ウットマンの血統                | ウットマンの血統                 | ウットマンの血統             | （血統表の出典）             | （血統表の出典） |
| 父系                            | テスコボーイ系                   | テスコボーイ系               | テスコボーイ系               | [ § 2 ]          |
| 父 インターグシケン 1975 青鹿毛 | 父の父テスコボーイ 1963 黒鹿毛   | Princely Gift                | Nasrullah                    | Nasrullah        |
| 父 インターグシケン 1975 青鹿毛 | 父の父テスコボーイ 1963 黒鹿毛   | Princely Gift                | Blue Gem                     |                  |
| 父 インターグシケン 1975 青鹿毛 | 父の父テスコボーイ 1963 黒鹿毛   | Suncourt                     | Hyperion                     | Hyperion         |
| 父 インターグシケン 1975 青鹿毛 | 父の父テスコボーイ 1963 黒鹿毛   | Suncourt                     | Inquisition                  |                  |
| 父 インターグシケン 1975 青鹿毛 | 父の母キヨウエイパンセ 1965 鹿毛 | ウイルデイール               | Wilwyn                       | Wilwyn           |
| 父 インターグシケン 1975 青鹿毛 | 父の母キヨウエイパンセ 1965 鹿毛 | ウイルデイール               | メードンスグリーン           |                  |
| 父 インターグシケン 1975 青鹿毛 | 父の母キヨウエイパンセ 1965 鹿毛 | アサライト                   | トシシロ                     | トシシロ         |
| 父 インターグシケン 1975 青鹿毛 | 父の母キヨウエイパンセ 1965 鹿毛 | アサライト                   | ブライトン                   |                  |
| 母 アメリカンフリオ 1981 栗毛   | 母の父フエートメーカー 1972 栗毛 | Swaps                        | Khaled                       | Khaled           |
| 母 アメリカンフリオ 1981 栗毛   | 母の父フエートメーカー 1972 栗毛 | Swaps                        | Iron Reward                  |                  |
| 母 アメリカンフリオ 1981 栗毛   | 母の父フエートメーカー 1972 栗毛 | A-Bee Ba-Bee                 | ナデイア                     | ナデイア         |
| 母 アメリカンフリオ 1981 栗毛   | 母の父フエートメーカー 1972 栗毛 | A-Bee Ba-Bee                 | Stay Smoochie                |                  |
| 母 アメリカンフリオ 1981 栗毛   | 母の母トヨハタローズ 1970 栗毛   | ラークスパー                 | Never Say Die                | Never Say Die    |
| 母 アメリカンフリオ 1981 栗毛   | 母の母トヨハタローズ 1970 栗毛   | ラークスパー                 | Skylarking                   |                  |
| 母 アメリカンフリオ 1981 栗毛   | 母の母トヨハタローズ 1970 栗毛   | トヨハタグモ                 | クレイマント                 | クレイマント     |
| 母 アメリカンフリオ 1981 栗毛   | 母の母トヨハタローズ 1970 栗毛   | トヨハタグモ                 | アトランタ                   |                  |
| 5代内の近親交配                 | Nasrullah 4×5×5 Hyperion 4×5     | Nasrullah 4×5×5 Hyperion 4×5 | Nasrullah 4×5×5 Hyperion 4×5 |                  |
| 出典                            | 1. 2.                            | 1. 2.                        | 1. 2.                        | 1. 2.            |